# Gjuteriet på Rännarbanan

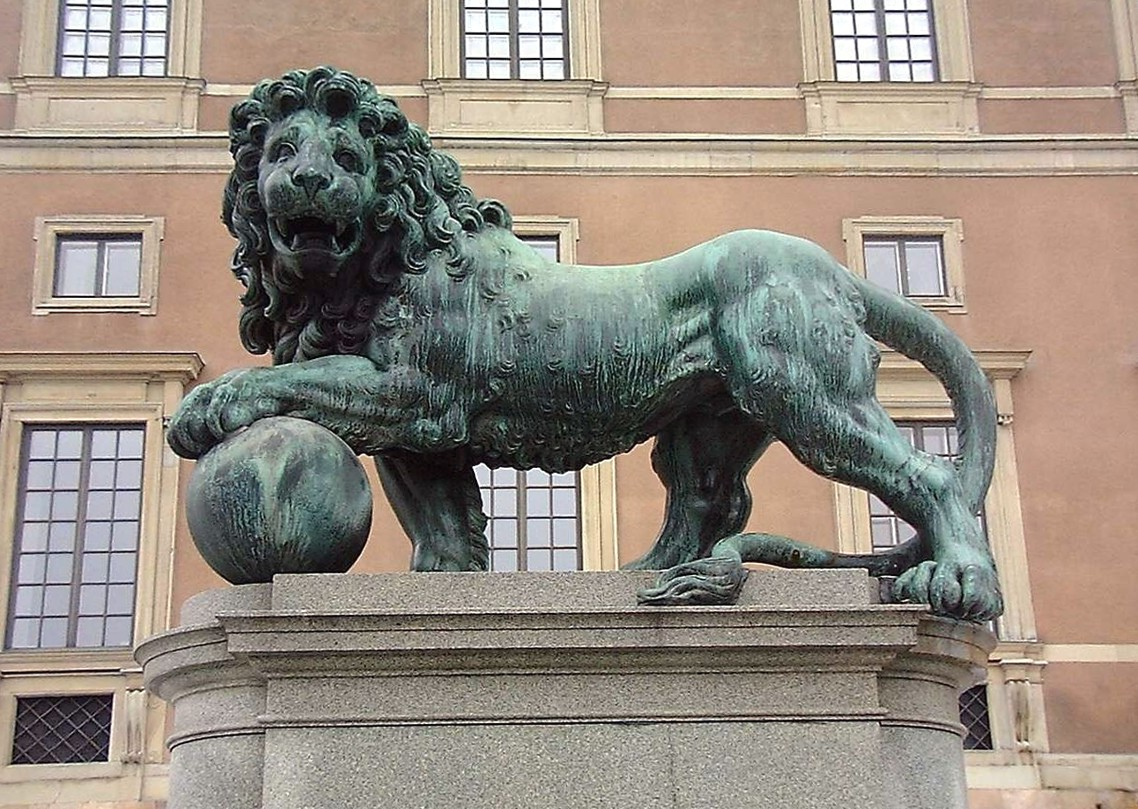
Ett av Slottslejonen vid Lejonbacken.

Gjuteriet på Rännarbanan eller Gjuthuset på Norrmalm var ett bronsgjuteri som färdigställdes 1698 av Bernard Foucquet d.ä. vid Beridarebanan (Rännarbanan) på Norrmalm i Stockholm. Anledning var att Foucquet d.ä. skulle medverka i utformningen av plastiska dekorationer för bygget av den nya norra längen på Stockholms slott.
Omedelbart efter ankomsten från Paris till Stockholm i början av 1696 började Foucquet d.ä. att bygga upp bronsgjuteriet på Norrmalm efter Nicodemus Tessin d.y.  önskemål. Resultatet, som stod klart två år senare visade sig var av högsta klass, eller som Tessin uttryckte det: som föga i Europa lärer finnas jemlijke. Här göts bland annat de båda Slottslejonen för Lejonbacken 1702 respektive 1704.